# 科特迪瓦行政区划
科特迪瓦行政區劃一級為大區（District），二級為地區（region），三級為省（department），四級為副省（sous-préfectures）。现有大區14個、地區31個、省111個、副省510個。

## 现在的大区

科特迪瓦大区圖

1. 阿比让区
2. 下萨桑德拉区
3. 科莫埃区
4. 登盖莱区
5. 戈吉布阿区
6. 湖泊区
7. 潟湖区
8. 山地区
9. 萨桑德拉-马拉韦区
10. 萨瓦内区
11. 邦达马河谷区
12. 沃罗巴区
13. 亚穆苏克罗区
14. 赞赞区

## 地區

科特迪瓦地區圖

地區（region）是科特迪瓦的二級行政區，現有31個地區，每個地區又劃分成兩個或多個省（department）。阿比让区和亚穆苏克罗区不劃分地區。

## 2011年以前的大区

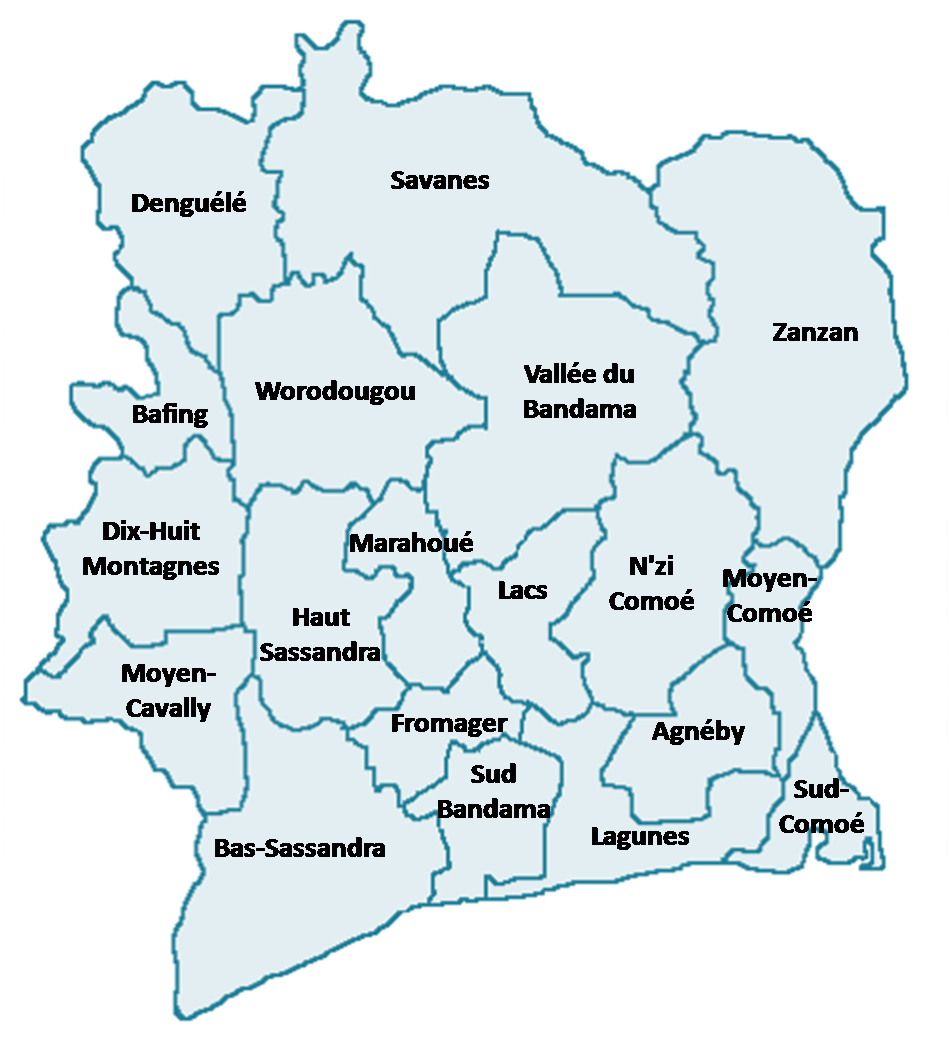
2011年前的大区图

1. 阿涅比区
2. 巴芬区
3. 下萨桑德拉区
4. 登盖莱区
5. 山地区
6. 弗罗马格尔区
7. 上萨桑德拉区
8. 湖泊区
9. 潟湖区
10. 马拉韦区
11. 中卡瓦利区
12. 中科莫埃区
13. 恩济-科莫埃区
14. 萨瓦纳区
15. 南邦达马区
16. 南科莫埃区
17. 邦达马河谷区
18. 沃罗杜古区
19. 赞赞区